# Cours Albert-Thomas
Der Cours Albert-Thomas bildet die Grenze zwischen dem 3. und 8. Arrondissement. Sie folgt dem Lauf der ehemaligen RN 6.
Die Straße ist mit Bäumen bepflanzt, hat 161 Hausnummern und beginnt am Boulevard Vivier Merle und endet am Place d’Arsonval. Die Straße ist eine wichtige Ost-West-Verbindung, sowohl an der Oberfläche als auch unter der Erde, denn ein Tunnel der Ligne D du métro de Lyon folgt dem Straßenverlauf.

## Bemerkenswerte Bauwerke
- Hausnummer 2: Manufacture des tabacs de Lyon, Campus der Universität Lyon III
- An der Ecke zum Place Ambroise-Courtois: Institut Lumière und seine Parkanlage
- Hausnummer 148: CIRC, ein Turm mit 15 Stockwerken

## Anmerkung
1. ↑  Seite mit ungerader Hausnummer
2. ↑  Seite mit gerader Hausnummer